# Geloux
Geloux település Franciaországban, Landes megyében. Lakosainak száma 708 fő (2022. január 1.). Geloux Cère, Garein, Saint-Martin-d’Oney, Ygos-Saint-Saturnin és Uchacq-et-Parentis községekkel határos.

## Népesség
A település népességének változása:
| Lakosok száma | 420  | 421  | 459  | 655  | 719  | 724  | 704  | 701  | 702  | 708  |
|               | 1968 | 1982 | 1990 | 2006 | 2013 | 2015 | 2017 | 2019 | 2020 | 2022 |